# Miracle Love (牧瀬里穂の曲)
「Miracle Love」（ミラクル・ラブ）は、牧瀬里穂の1枚目のシングルである。1991年10月30日にポニーキャニオンからリリースされた。

## 概要
牧瀬里穂の歌手デビュー曲としてリリースされた本シングルは、表題曲「Miracle Love」の作詞・作曲に竹内まりや、カップリングの「あいたい気持ち I dream you」の作詞・作曲に大貫妙子が迎えられるという非常に豪華なものとなった。
同時期に放映されていた三菱電機ビデオカメラ ″ミラクルショット MV-S30″（牧瀬本人とジョー・モンタナが出演）および郵便貯金（現・ゆうちょ銀行。牧瀬本人が出演）CMソングとして用いられた。
本作は″レコードの日2024″でもある2024年11月3日に、クリアレッド盤カラーヴァイナル仕様で初の7inchシングル（両A面）としてリリースされた。発売日には「Miracle Love」の2024年版ミュージック・ビデオがポニーキャニオンの公式YouTubeチャンネルにて解禁された。映像制作はHOLONIXが、監督はCMを数多く手掛ける白岩信太郎が務め、ビデオには俳優の福島愛と木本慎之介が出演している。カップリングには、1995年に5枚目のシングルとして発売された「誰にも明日はやって来る」が収録された。

## 収録曲
1. Miracle Love
作詞・作曲: 竹内まりや / 編曲: 小林武史
  - 三菱電機ビデオカメラ ″ミラクルショット MV-S30″ CMソング
  - 郵便貯金CMソング
2. あいたい気持ち I dream you
作詞・作曲: 大貫妙子 / 編曲: 中村哲

## カバー
音楽ユニットのTokimeki Recordsが、ゲストボーカルにasmiを迎えて「Miracle Love」をカバーし、2021年10月13日に配信シングルとしてリリースされた。ミュージック・ビデオにはダンサーのアオイヤマダが出演し、東京タワーをバックに都会の時間の移ろいを感じさせる演出がなされ、あどけなさの残る少女の2面性をダンスで表現している。

### セルフカバー
表題曲を提供した竹内まりやによるセルフカバーは、翌1992年にシングル「マンハッタン・キス」のカップリングとして収録された。長らくアルバム未収録であったが、その後2007年のアルバム『Denim』のボーナス・ディスク「Vintage Denim」および2019年9月4日発売の竹内のベスト&レア・トラック集『Turntable』にも収録された。2019年には、AbemaTVドラマ『1ページの恋』の主題歌に採用されている。